# Koczowniczka czarna
Koczowniczka czarna (Tapinoma erraticum) – gatunek mrówki z podrodziny Dolichoderinae.

## Występowanie
Spotykana na otwartych niezalesionych terenach. Spotykana w południowej i środkowej Europie, północno-zachodniej części Afryki Północnej, Azji Mniejszej, Kaukazie, Kazachstanie, Tienszanie. W Polsce znana z pojedynczych stanowisk w różnych regionach kraju, w tym m.in.: z Pojezierza Pomorskiego, Niziny Wielkopolsko-Kujawskiej, Niziny Mazowieckiej, Górnego Śląska, Wyżyny Krakowsko-Częstochowskiej, Wyżyny Lubelskiej, Wyżyny Małopolskiej, Pienin, czy Dolnego Śląska (Słupice). Jest termofilem, preferuje suche wystawione na słońce miejsca: góry, stepy.

## Biologia
W pochmurne dni niewiele robotnic opuszcza gniazdo. Kolonie są zazwyczaj poliginiczne.
Rójka odbywa się w czerwcu, a w zimniejszych latach w lipcu.